# Хадера
Хадера (хебр. חדרה, арап. ‏هاديرا‎) је град у Израелу у округу Хаифа. Према процени из 2022. у граду је живело 103.041 становника.

## Становништво
Према процени, у граду је 2022. живело 103.041 становника.
| 1983.  | 1995.  |
| ------ | ------ |
| 38.711 | 60.445 |

## Партнерски градови
- Нирнберг
- Шарлот
- Безансон